# オプトリンクス
株式会社オプトリンクスは大阪市東淀川区に本社をおくインターネットメディア事業社。
従来、アドウェアと呼ばれていたパソコンに広告メディアを配信するシステムを独自に構築し、オプトメディアと称して普及活動を行っていた（2011年8月11日 : オプトメディアの運営を停止。）

## 活動
- 2007年5月2日：2005年頃から有名になり始め、プロ棋士である渡辺明のブログでも取り上げられた将棋ソフト『Bonanza』のあるバージョン『Bonanza Classic』をオプトメディアとして公開[1]。
- 2007年6月28日：日本オンラインゲーム協会に準会員として加盟。
- 2007年9月28日：低価格なセキュリティソフトであるキングソフトインターネットセキュリティをオプトメディア化し、2ちゃんねるでも話題になる。理由は、該当ソフトが2ちゃんねる検索（Find 2ch）にて無料版が配布されていたため「2ちゃん公認？！」というネタにされたことによる。
- 2007年11月12日：プライバシーマーク（通称Pマーク）を取得（認定番号：第20000083(01)号）。
- 2007年12月02日：インターネットユーザーの検索キーワードや人気サイトランキング情報などを統計データとして提供する『オプトメディアデータセンター』β版を公開。
- 2011年8月11日 : オプトメディアの運営を停止。

## 所在地
- 本社 大阪市東淀川区東中島1-6-14　第2日大ビル9階